# Camponotus bakhtiariensis
Camponotus bakhtiariensis (лат.) — вид муравьёв-древоточцев рода Кампонотус (Camponotus). Видовое название дано по месту нахождения (провинция Bakhtiari).

## Распространение
Иран, провинция Чехармехаль и Бахтиария.

## Описание
Длина около 1 см. Размеры касты крупных рабочих (солдат): длина  головы (HL) — 2,63—3,28 мм, ширина головы (HW) — 2,35—3,12 мм. Усики длинные, состоят из 12 члеников, длина скапуса усика (SL) — 2,40—2,70 мм. Соотношение длины к ширине скапуса (индекс скапуса, SI=SL/HL) — 0,86—1,02. Основная окраска тела чёрная, ноги коричневато-чёрные. Вид был впервые описан в 2020 году американско-польским мирмекологом Себастьяном Салатой (Department of Entomology, California Academy of Sciences, Сан-Франциско, США) и его коллегами из Ирана (Arsalan Khalili-Moghadam;  Plant Protection Department, Agricultural College, Shahrekord University, Шехре-Корд, Иран) и Польши (Lech Borowiec; Department of Biodiversity and Evolutionary Taxonomy, University of Wrocław, Вроцлав, Польша). Включён в состав видового комплекса Camponotus samius из группы compressus-sylvaticus в подроде Tanaemyrmex.